# ساكي ملتحي أسود
ساكي ملتحي أسود أو الشيربوط الأسود (الاسم العلمي: Chiropotes satanas) (بالإنجليزية: Black Bearded Saki)‏ هو نوع من الحيوانات يتبع جنس الساكي الملتحي من فصيلة السعادين الساكية.